# Hoher Stauden-Phlox

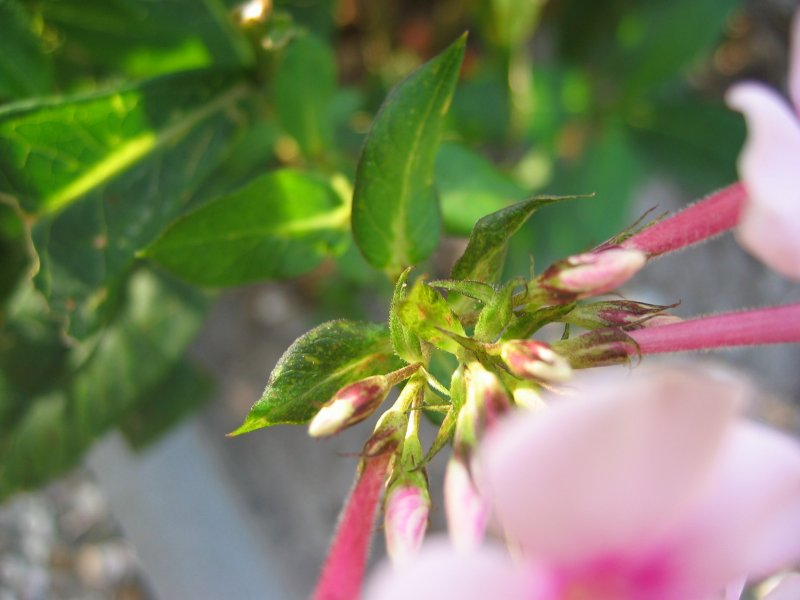
Kreuzgegenständige untere Blätter

Der Hohe Stauden-Phlox (Phlox paniculata), auch Rispige Flammenblume, Herbstflieder oder einfach Flammenblume (auch Hohe Flammenblume) genannt, ist eine Pflanzenart aus der Gattung der Flammenblumen (Phlox) in der Familie der Sperrkrautgewächse (Polemoniaceae).

## Merkmale
Der Hohe Stauden-Phlox ist eine ausdauernde krautige Pflanze mit einem Rhizom, die Wuchshöhen von 50 bis 120 Zentimeter erreicht. Der Stängel ist nicht gefleckt. An den Blattunterseiten sind die Seitennerven deutlich sichtbar. Der Blattrand ist gewimpert.
Die Form des Blütenstands ist kugelförmig, konisch, kegelförmig, zylindrisch oder pyramidenförmig. Die Kronröhre ist außen behaart.
Die Blütezeit reicht von Juni bis September.
Die Chromosomenzahl beträgt 2n = 14.

## Vorkommen
Der Hohe Stauden-Phlox kommt im warmen bis gemäßigten östlichen Nordamerika in lichten Wäldern und an Flussläufen vor.

## Nutzung
Der Hohe Stauden-Phlox wird verbreitet als Zierpflanze in Rabatten und Staudenbeeten sowie als Schnittblume genutzt. Sein erster sicherer Nachweis in Europa stammt von Dillenius, der ihn 1732 in seinem Hortus Elthamensis beschrieb und abbildete. In Deutschland ist er erstmals 1765 im Botanischen Garten Greifswald und im Botanischen Garten Berlin nachweisbar. Seit dem 19. Jahrhundert entstanden zahlreiche Sorten, die sich in Wuchshöhe, Blütenfarbe und Blütezeit unterscheiden.